# Paschim Punropara
Paschim Punropara è una suddivisione dell'India, classificata come census town, di 31.198 abitanti, situata nel distretto di Murshidabad, nello stato federato del Bengala Occidentale. In base al numero di abitanti la città rientra nella classe III (da 20.000 a 49.999 persone).

## Geografia fisica
La città è situata a 24° 37' 49 N e 88° 02' 57 E.

## Società

### Evoluzione demografica
Al censimento del 2001 la popolazione di Paschim Punropara assommava a 31.198 persone, delle quali 15.614 maschi e 15.584 femmine. I bambini di età inferiore o uguale ai sei anni assommavano a 6.968, dei quali 3.452 maschi e 3.516 femmine. Infine, coloro che erano in grado di saper almeno leggere e scrivere erano 10.880, dei quali 6.918 maschi e 3.962 femmine.